# Macario Melisseno
Macario Melisseno, o Melisurgo (Monemvasia, inizio XVI secolo – Napoli, 1585), è stato un avventuriero bizantino, metropolita della città di Monemvasia.

## Biografia
Macario era un avventuriero spregiudicato e geniale. Prima della battaglia di Lepanto (1571) si accordò con i Signori della Lega Santa, promettendo di guidare una rivolta bizantina in tutto il Peloponneso nel caso la situazione si fosse piegata a sfavore dei Turchi. Tuttavia i crociati non proseguirono la guerra dopo Lepanto e il piano di Macario fu rimandato a tempo indeterminato. In seguito si trasferì a Napoli, dove grazie all'aiuto di alcuni amici, diffuse alcune copie delle "Memorie" di Giorgio Sfranze. Tuttavia il libro riscontrò uno scarso successo, ben lontano dal grande sperato da Macario, che desiderava scuotere gli animi degli italiani per dare vita ad una nuova crociata. Macario allora modificò il testo di Sfranze, aumentandone la portata storica per tutta la durata della dinastia paleologa e inserendo alcune note personali in cui narrava le gesta degli avi dei sovrani napoletani e italici in generale, chiaramente inventate. Nonostante ciò il libro (che venne in seguito chiamato dello Pseudo-Sfranze), ebbe un notevole successo in tutta l'Italia meridionale e centrale, anche se questo non servì a mobilitare gli eserciti cristiani contro i Turchi. Il manoscritto venne pubblicato con il nome di "Memorie" di Giorgio Sfranze nel 1575.